# Berco Balogh
Bartolomej „Berco“ Balogh (* 3. listopadu 1961 Bratislava) je slovenský zpěvák a hudebník.

## Známé hity
- „Milionár“
- „Farbami dýcha noc“

## Diskografie
- 1994 Not Really Black, Not Really White - Berco Balogh & Fredy Ayisi - SHOW-Servis FDG, MC, CD
- 1995 Farbami dýcha noc - Opus, CD
- 1999 Hallo Frankie Boy - Rádio Bratislava RB 0190-2331, CD
- 2007 Siedmy pád - Musica EAN 9004364 721091, CD

### Bee Connection
- 2000 Bee Connection - Tomba Records, CD

## Kompilace
- 2000 Evergreeny pre vás - Musica EAN 9004364 725631, CD - 01. Bona Sera/04. Posledný valčík/06. Žiť za to stálo/08. Noc je príčinou/12. Mackie Masser/
- 2000 Čas veselosti - Musica EAN 9004364 725648, CD - 01. Tichá noc - Berco Balogh a Adriena Bartošová/02. Biele Vianoce/07. Krásne vianoce/09. Ó, malé mesto Betlehém/11. Vianočný zázrak a 15. Keď vianočná pieseň znie, spev: Adriena Bartošová, Berco Balogh, Peter Baraník, Dália Izraelová, Lucia Lužinská, Zuzana Motajová, Branislav Oravec.
- 2001 Vianoce prichádzajú - Musica EAN 9004364 725686, Cd - 01. Tichá noc - Berco Balogh a Adriena Bartošová/04. Znie nebies chór/08. Tisíc ruží
- 2002 Musical And Film Melodies - Opus EAN 8584019268924, CD
- 2007 Krásne vianoce - Musica EAN 9004364 721114, Cd - 04. Biele Vianoce